# 卢韦尔尼
卢韦尔尼（法語：Louvergny，發音：[luvɛʁɲi]）是法国大東部大區阿登省的一个旧市镇，属于武济耶区。2016年，卢韦尔尼与邻近的2个市镇合并为新市镇拜龙埃塞桑维龙。

## 地理
卢韦尔尼（49°33'7"N, 4°44'22"E）面积8.95 平方千米，位于法国大東部大區阿登省，该省份为法国北部内陆省份，西接埃纳省，南至马恩省，东临默兹省，北与比利时接壤。
与卢韦尔尼接壤的市镇（或旧市镇、城区）包括：沙尼、勒谢讷、拉梅、马尔基尼、蒙贡、奥蒙、索维尔、旺德雷斯、拜龙埃塞桑维龙。
卢韦尔尼的时区为UTC+01:00、UTC+02:00（夏令时）。

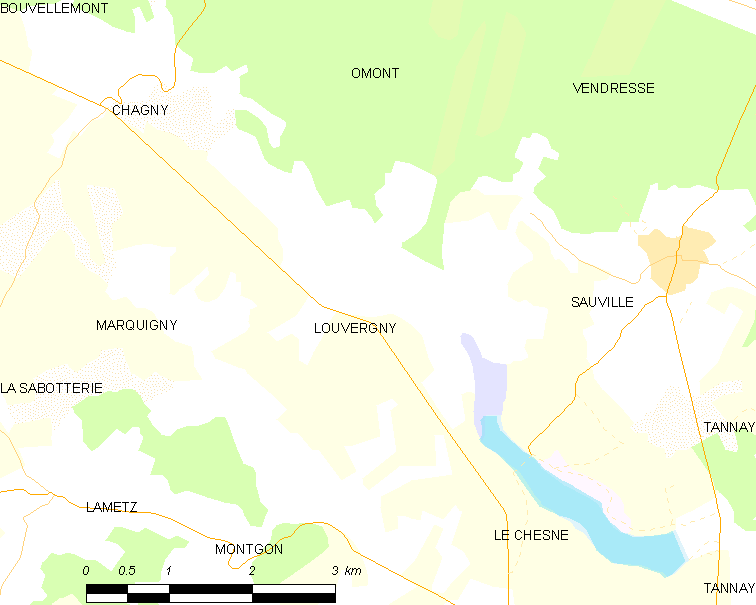
卢韦尔尼的OSM定位图

## 行政
卢韦尔尼的邮政编码为08390，INSEE市镇编码为08261。

## 政治
卢韦尔尼所属的省级选区为武济耶县。

## 人口

1962-2008年间卢韦尔尼人口变化图示

卢韦尔尼于2018年1月1日时的人口数量为65人。